# 上口孝太
上口 孝太（うえぐち こうた、1976年6月16日 - ）は、神奈川県川崎市出身の日本の柔道家。現役時代は100kg超級の選手。195 cm。145 kg。得意技は払巻込。父は軽重量級で活躍していた上口孝文。

## 人物
小学校の時は野球をやっていたが、向丘中学に入ると柔道と相撲を始めた。高校は近畿大学附属福山高校に進学すると、2年の時に金鷲旗で3位となった。大学は日大に進むと、2年の時には正力杯95kg超級で優勝を果たした。さらには無差別の学生選手権でも優勝を成し遂げた。しかし学生2冠を達成しながら、全日本ジュニアの決勝では東海大相模高校の井上康生に背負投で一本負けを喫して2位に終わった。その後の世界学生ではオール一本勝ちで優勝を飾った。3年の時には学生優勝大会で優勝を果たして優秀選手にも選ばれた。卒業後、社会福祉法人慈雄会を経て警視庁に入庁すると、2001年のアジア柔道選手権大会無差別で優勝を飾った。2003年には体重別決勝で村元辰寛を警告で破って優勝した。世界選手権個人戦の代表にはなれなかったが、今大会において設けられた団体戦の代表には選ばれて2位となった。

## 主な戦績
(階級表記のない大会は全て95kg超級及び100kg超級での成績)
- 1993年 - 金鷲旗　3位
- 1995年 - 学生優勝大会　2位
- 1996年 - 正力杯　優勝
- 1996年 - 学生選手権　優勝
- 1996年 - 全日本ジュニア　2位
- 1996年 - 嘉納杯　3位
- 1996年 - 世界学生　優勝
- 1997年 - 学生優勝大会　優勝
- 1997年 - 韓国国際　2位
- 1998年 - 正力杯　2位
- 2001年 - アジア柔道選手権大会　無差別　優勝
- 2002年 - 体重別　3位
- 2002年 - 講道館杯　3位
- 2003年 - 体重別　優勝
- 2003年 - アジア柔道選手権大会　2位
- 2003年 - 世界選手権　団体戦　2位